# Kyrylo Budanov
Kyrylo Oleksiyovych Budanov (em ucraniano:  Кирило Олексійович Буданов; nascido em 4 de janeiro de 1986) é um líder militar ucraniano que é chefe da Diretoria Principal de Inteligência do Ministério da Defesa da Ucrânia desde agosto de 2020. Budanov atuou anteriormente como Diretor Adjunto de um dos Departamentos do Serviço de Inteligência Estrangeira da Ucrânia. Ele detém o posto de major-general. 

## Juventude e educação
Budanov nasceu em Kiev em 4 de janeiro de 1986. Ele se formou no Instituto Odesa das Forças Terrestres em 2007.

## Carreira militar
Após sua formatura em 2007, Budanov iniciou uma carreira militar nas forças especiais da Diretoria Principal de Inteligência do Ministério da Defesa da Ucrânia.
Em 2020, tornou-se vice-diretor de um dos departamentos do Serviço de Inteligência Estrangeira da Ucrânia.
Em 11 de março de 2022, ele se tornou o presidente da Sede de Coordenação para o Tratamento de Prisioneiros de Guerra.
Em setembro de 2022, Budanov participou da maior operação de troca de prisioneiros entre a Ucrânia e a Federação Russa, quando 215 defensores ucranianos voltaram para casa, incluindo mais de 100 combatentes e comandantes do Regimento Azov.